# BMW E90 (M3)
Der BMW M3 der vierten Generation war in drei Karosserievarianten erhältlich. Vor der Serienproduktion wurde zunächst auf dem Genfer Auto-Salon 2007 ein seriennahes Konzeptfahrzeug auf Basis des E92 als „M3 Concept“ präsentiert. Im Herbst 2007 erschien zunächst das Coupé (E92) (offizielle Messepremiere: IAA 2007), während im Frühjahr 2008 das Cabriolet (E93) (offizielle Messepremiere: Genfer Auto-Salon 2008) sowie die Limousine (E90) (offizielle Messepremiere: Tokyo Motor Show 2007) folgten. Im September 2008 erhielt die M3-Limousine zeitgleich mit dem zivileren E90 eine Modellpflege. Coupé und Cabrio des M3 wurden im Frühjahr 2010 modifiziert.

## Design
Einige optische Details des Vorgängers, wie die Erhebung auf der Motorhaube („Power-Dome“), die breiteren Radkästen, die vierflutige Auspuffanlage und die Luftauslässe („Kiemen“) auf den Kotflügeln, wurden übernommen. Die Außenspiegel ähneln denen des M3 der Baureihe E36.
Als Besonderheit entspricht die Fahrzeugfront der M3 Limousine dem M3 Coupé bzw. Cabrio, während die reguläre 3er Limousine eine deutlich vom Coupé/Cabrio abweichende Frontansicht mit anders geformten Scheinwerfern bietet.

## Technik
Bei der Entwicklung versuchte BMW, das Gewicht zu optimieren. Dafür wurde das Seriendach des Coupés aus kohlenstofffaserverstärktem Kunststoff (sogenanntes „Sichtcarbon“) entwickelt, die Stoßstangenträger aus Endlos-Glasfaserverstärktem Thermoplast (sog. Organoblech aus PA6/Glas) gefertigt und eine Motorhaube aus Aluminium verbaut. Der 202 Kilogramm schwere Vierliter-Achtzylinder ist mit allen Nebenaggregaten beispielsweise um immerhin 15 Kilogramm leichter als der Sechszylinder aus dem Vorgänger. Das Leergewicht liegt bei 1655 kg (Coupé) und damit trotzdem fast 100 kg über dem des Vorgängers. Alle drei Varianten verwenden ausschließlich den BMW-S65-Motor mit Hochdrehzahl-V8.
Ab Mai 2008 gab es den BMW M3 mit dem von GETRAG entwickelten Doppelkupplungsgetriebe (Marketingbezeichnung: „M-DKG“). Dieses hat sieben Gänge, ist per Schaltwippen am Lenkrad bedienbar und bietet einen Automatikmodus, sowie eine „Launch Control“. Hinzu kommen insgesamt 11 per Knopfdruck einstellbare Fahrprogramme. Im „D-Modus“ genannten Automatik-Betrieb stehen fünf, im „S-Modus“ genannten manuellen Betrieb sogar sechs Fahrprogramme zur Verfügung. In feinen Abstufungen geht es dabei jeweils von komfortablen Einstellungen bis zu harten Renn-Charakteristiken. In der untersten Stufe fährt der Wagen, wenn nötig, im zweiten Gang an, was z. B. bei winterglatter Straße von Vorteil ist. Am anderen Ende der Skala werden die Gänge maximal ausgedreht, um eine möglichst schnelle Beschleunigung zu ermöglichen. Der Fahrer kann seine persönliche Lieblings-Einstellung abspeichern und dann jederzeit durch Druck auf die „M Drive“-Taste am Lenkrad wieder abrufen.
Auch gibt es per Knopfdruck drei verschiedene anwählbaren Dämpferkennlinien. Das serienmäßige elektronische Hinterachs-Sperrdifferential sperrt variabel von Null bis 100 Prozent; das elektronische Stabilitätsprogramm lässt sich auf Wunsch komplett ausschalten.
Der M3 hat eine Rundenzeit von 8,05 Minuten auf der Nürburgring-Nordschleife und unterbietet seinen Vorgänger somit um 17 Sekunden, dessen Zeit mit 8,22 Minuten gemessen wurde.
Die Höchstgeschwindigkeit ist bei 250 km/h abgeregelt. Doch das sogenannte „M Driver`s-Package“ zum Preis von 2450 Euro beinhaltete neben der elektronischen Freischaltung auf 280 km/h auch einen Gutschein für ein BMW-Fahrertraining.
Vergleichbare Fahrzeuge deutscher Hersteller sind der Audi RS4 und RS5, der Mercedes-Benz CLK 63 AMG sowie der C63 AMG.

## Motor
Der Motor des M3 hat einen Hubraum von 3999 cm³ mit acht Zylindern in V-Form. Er entspricht konstruktiv weitestgehend dem 5-l-V10 des M5 (E60) (Zylinderwinkel 90° und die wesentlichen Grundabmessungen) und ersetzt den S54-Reihensechszylinder-Motor des Vorgängers. Im Gegensatz zum V10 arbeitet das neue Triebwerk allerdings mit einem Niederdruck-Doppel-VANOS. Der Motor entwickelt 309 kW (420 PS) bei 8300/min und ein Drehmoment von 400 Nm bei 3900/min. Die Maschine dreht bei 8400/min in den einsetzenden Drehzahl-Begrenzer und ist damit der höchstdrehende PKW-Serienmotor, den BMW je gebaut hat. Der Motor erreicht nicht das hohe spezifische Drehmoment des S54-Motors aus dem E46, weil der V8 als Kurzhuber ausgelegt ist, um die beim S54 exzessiven Kolbengeschwindigkeiten bei Höchstdrehzahl zu reduzieren.
Auch das fortschrittliche Energiemanagement im Umfeld des Motors dürfte sich unmittelbar auf die Effizienz des Antriebs auswirken. Die Erzeugung des Stroms für das Bordnetz konzentriert sich nämlich nur auf die Schub- und Bremsphasen. Der Antrieb des Generators wird also in der Zugphase abgekoppelt, was die Arbeit des Motors zum Erreichen höherer Drehzahlen im Extremfall erleichtert.

## Kritiken
Die Zeitschrift Auto Bild machte mit einem M3 Coupé einen Dauertest über 100.000 Kilometer, dabei „erwies sich der M3 als verlässliches Sportgerät“.

„Kritisiert wurden die wenigen Ablagemöglichkeiten im Innenraum, die wackeligen Getränkehalter und der, zugegeben bauartbedingte, enge Zugang zu den hinteren Plätzen. Darüber hinaus wurden ein Klappern im Antriebsstrang und das im kalten Zustand schwer, fast schon knorpelig zu schaltende Getriebe moniert. Letzteres fällt in Deutschland kaum noch ins Gewicht, inzwischen wählen etwa 75 Prozent aller M3-Käufer das bei unserer Bestellung noch nicht erhältliche Doppelkupplungsgetriebe für 3800 Euro. Kurz vor Dauertestschluss musste der M3 dann nach dem iPhone-Problem zum zweiten und letzten Mal außerplanmäßig in die Werkstatt. Ein Kollege hatte an den vorderen Bremsscheiben Risse an den Lüftungsbohrungen entdeckt; nach Absprache mit der Werkstatt entschieden wir uns zum Tausch. Eine vom selben Kollegen vermutete Undichtigkeit am Abgaskrümmer ließ sich nicht feststellen. Zwar fühlte sich die Kupplung zum Ende des Dauertest an, als müsste sie bald ersetzt werden, doch nach zwölf Monaten und 101.435 Kilometern verabschiedeten wir uns von einem in Sachen Sprit und Unterhalt sehr teuren, ansonsten aber fehlerfreien Dauertester.“

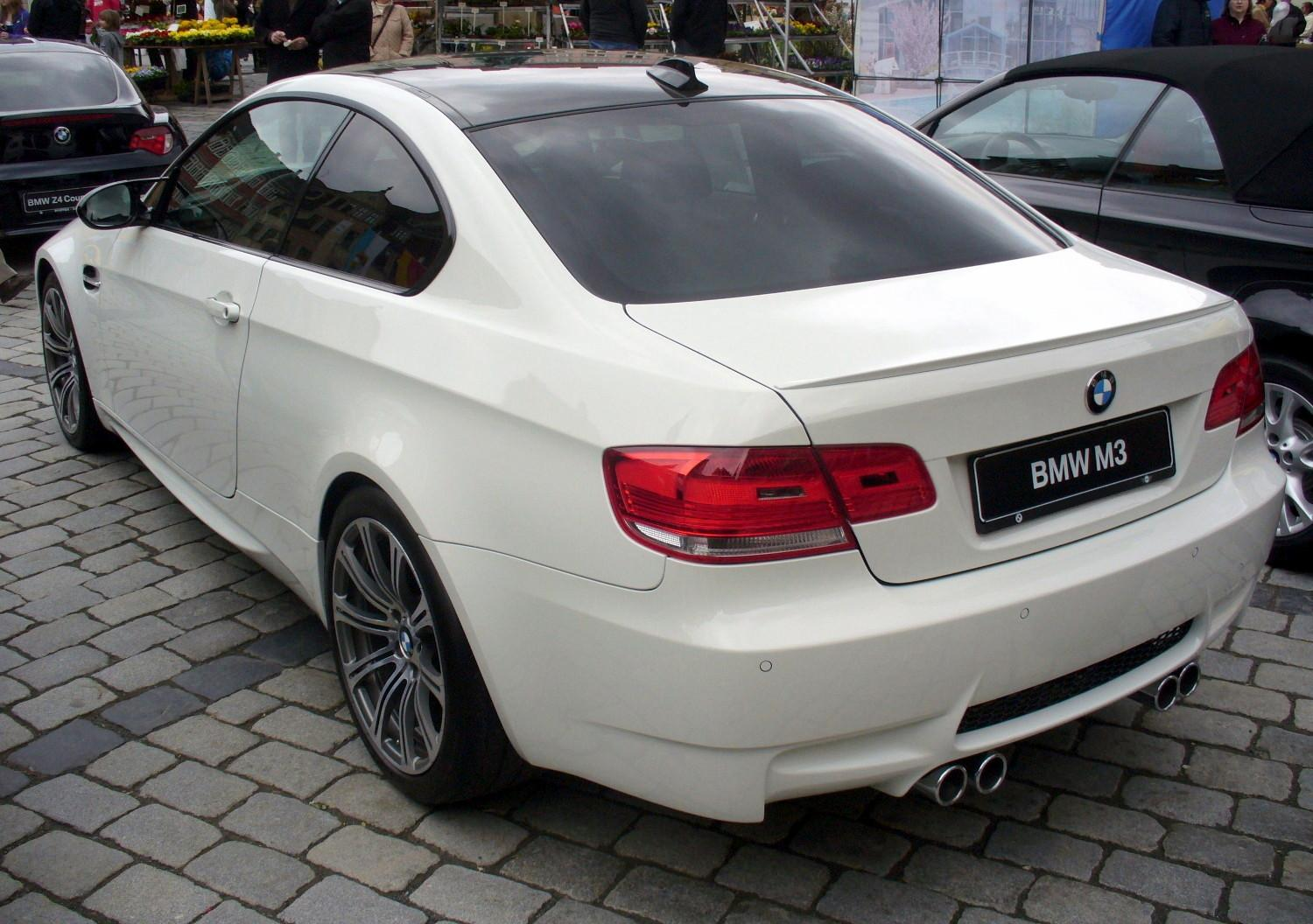
Heckansicht
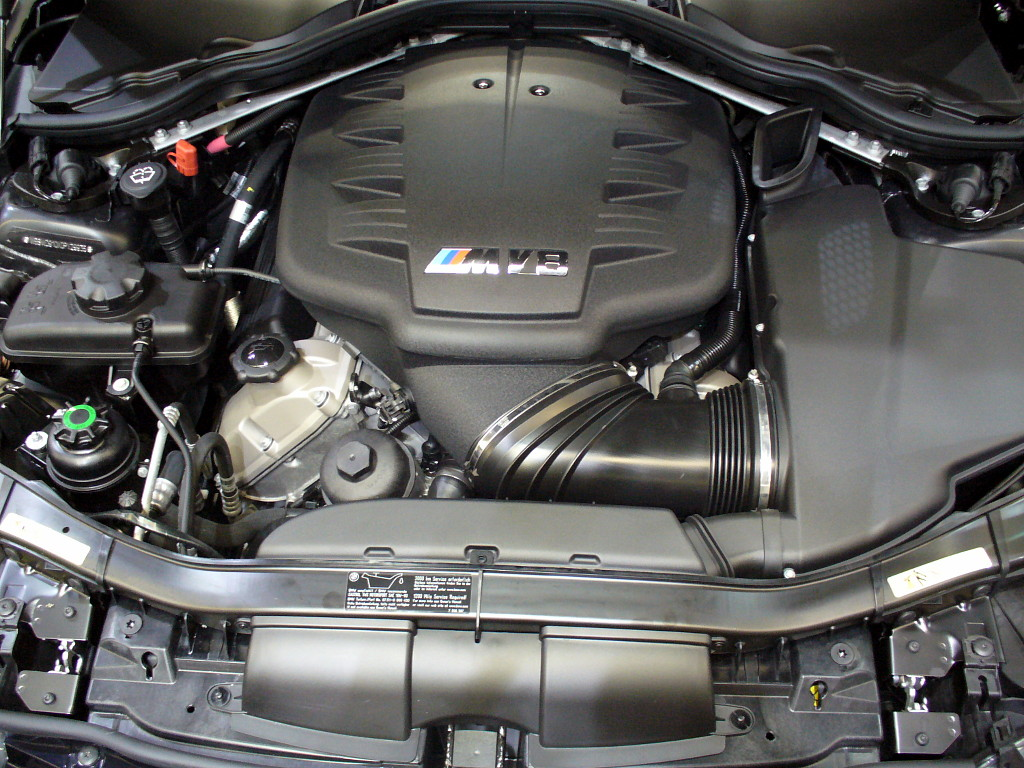
V8-Motor im M3 Coupé
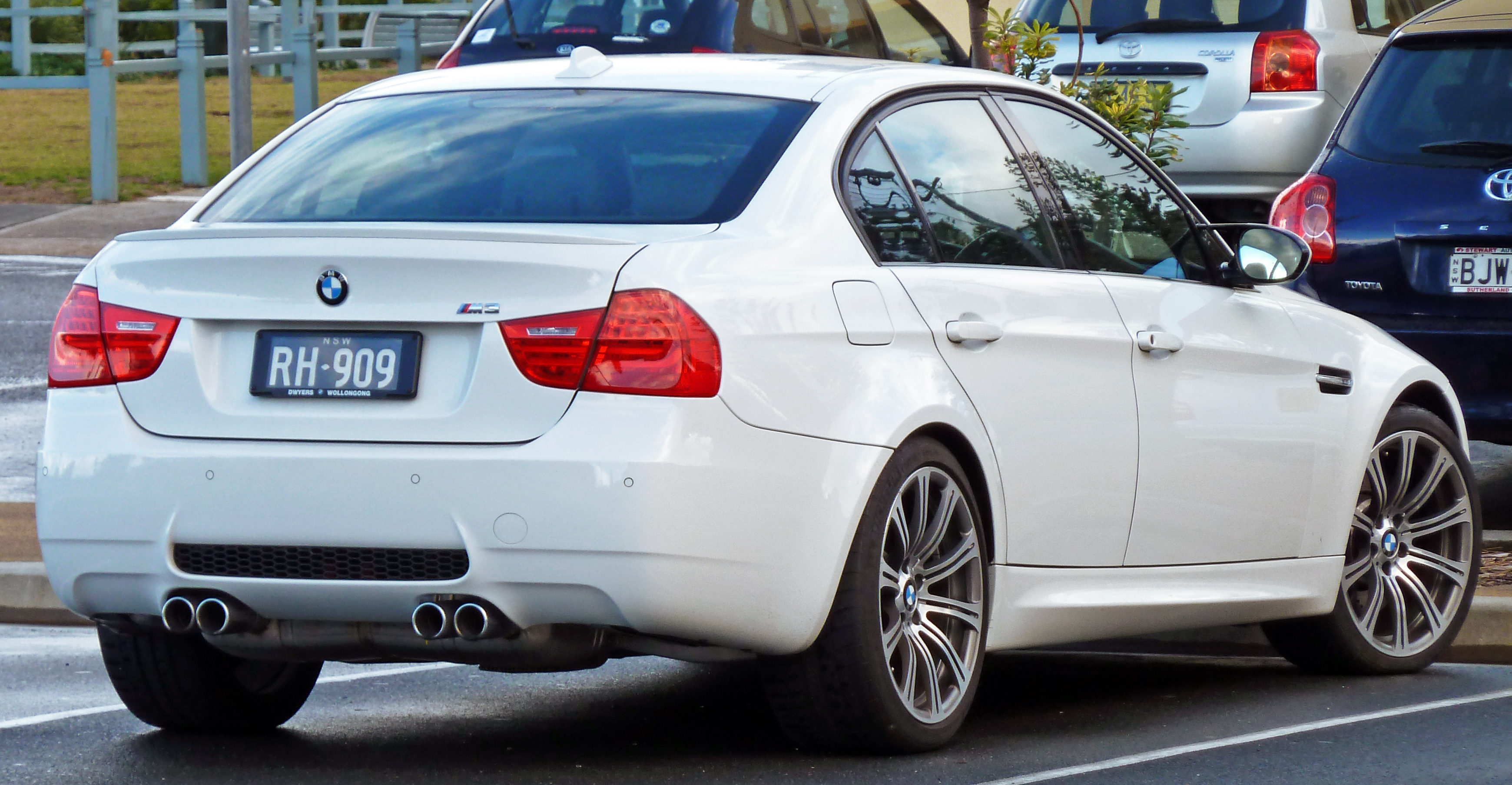
BMW M3 Limousine (2008–2011)
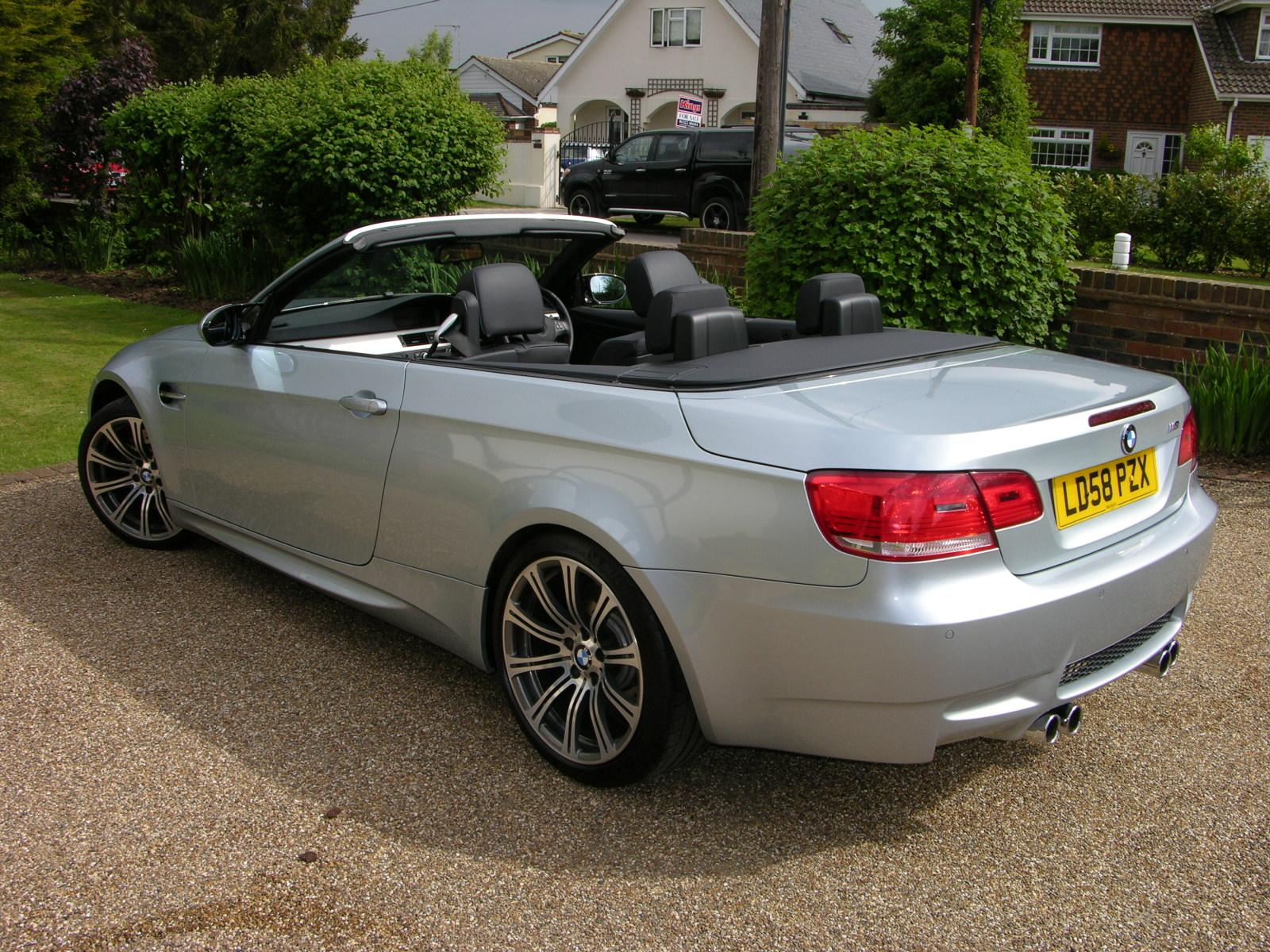
BMW M3 Cabrio (2008–2010)
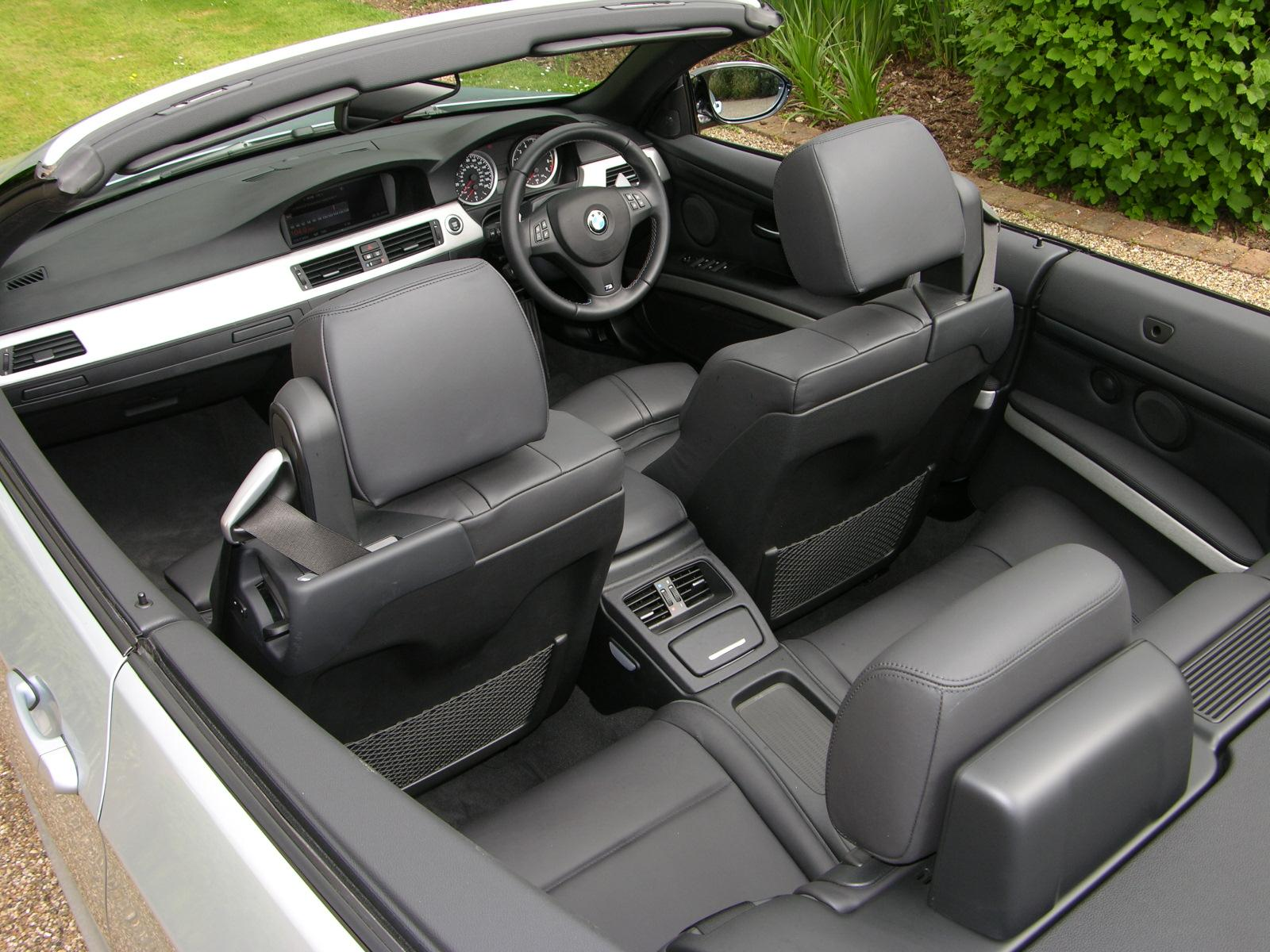
Innenraum (Rechtslenker)

## Technische Daten
|                                 | Coupé                     | Limousine                 | Cabriolet                 |
| ------------------------------- | ------------------------- | ------------------------- | ------------------------- |
| Bauzeit                         | 09.2007–07.2013           | 03.2008–10.2011           | 05.2008–10.2013           |
| Motorbauart                     | V-Achtzylinder            | V-Achtzylinder            | V-Achtzylinder            |
| Motor                           | S65B40                    | S65B40                    | S65B40                    |
| Einbaulage                      | Vorn längs                | Vorn längs                | Vorn längs                |
| Ventile                         | 4 pro Zylinder            | 4 pro Zylinder            | 4 pro Zylinder            |
| Nockenwellen                    | 2 obenliegende pro Bank   | 2 obenliegende pro Bank   | 2 obenliegende pro Bank   |
| Hubraum                         | 3999 cm³                  | 3999 cm³                  | 3999 cm³                  |
| Bohrung × Hub                   | 92,0 mm × 75,2 mm         | 92,0 mm × 75,2 mm         | 92,0 mm × 75,2 mm         |
| Verdichtung                     | 12,0 : 1                  | 12,0 : 1                  | 12,0 : 1                  |
| max. Leistung bei min−1         | 309 kW (420 PS) bei 8300  | 309 kW (420 PS) bei 8300  | 309 kW (420 PS) bei 8300  |
| max. Drehmoment bei min−1       | 400 Nm bei 3900           | 400 Nm bei 3900           | 400 Nm bei 3900           |
| Getriebe, serienmäßig           | 6-Gang-Schaltgetriebe     | 6-Gang-Schaltgetriebe     | 6-Gang-Schaltgetriebe     |
| Getriebe, optional              | 7-Gang-Automatik DKG      | 7-Gang-Automatik DKG      | 7-Gang-Automatik DKG      |
| Antrieb                         | Hinterradantrieb          | Hinterradantrieb          | Hinterradantrieb          |
| Beschleunigung 0–100 km/h       | 4,8 s (4,6 s)             | 4,9 s (4,7 s)             | 5,3 s (5,1 s)             |
| Höchstgeschwindigkeit           | 250 km/h (1) 280 km/h (2) | 250 km/h (1) 280 km/h (2) | 250 km/h (1) 280 km/h (2) |
| Verbrauch kombiniert auf 100 km | 12,4 l (11,9 l) SP        | 12,4 l (12,3 l) SP        | 12,9 l (12,3 l) SP        |
| Leergewicht                     | 1655 kg (1675 kg)         | 1680 kg (1700 kg)         | 1885 kg (1905 kg)         |

- Werte in ( ) Klammern gelten für das automatische Getriebe DKG.

## Sondermodelle

### M3 GTS/M3 CRT

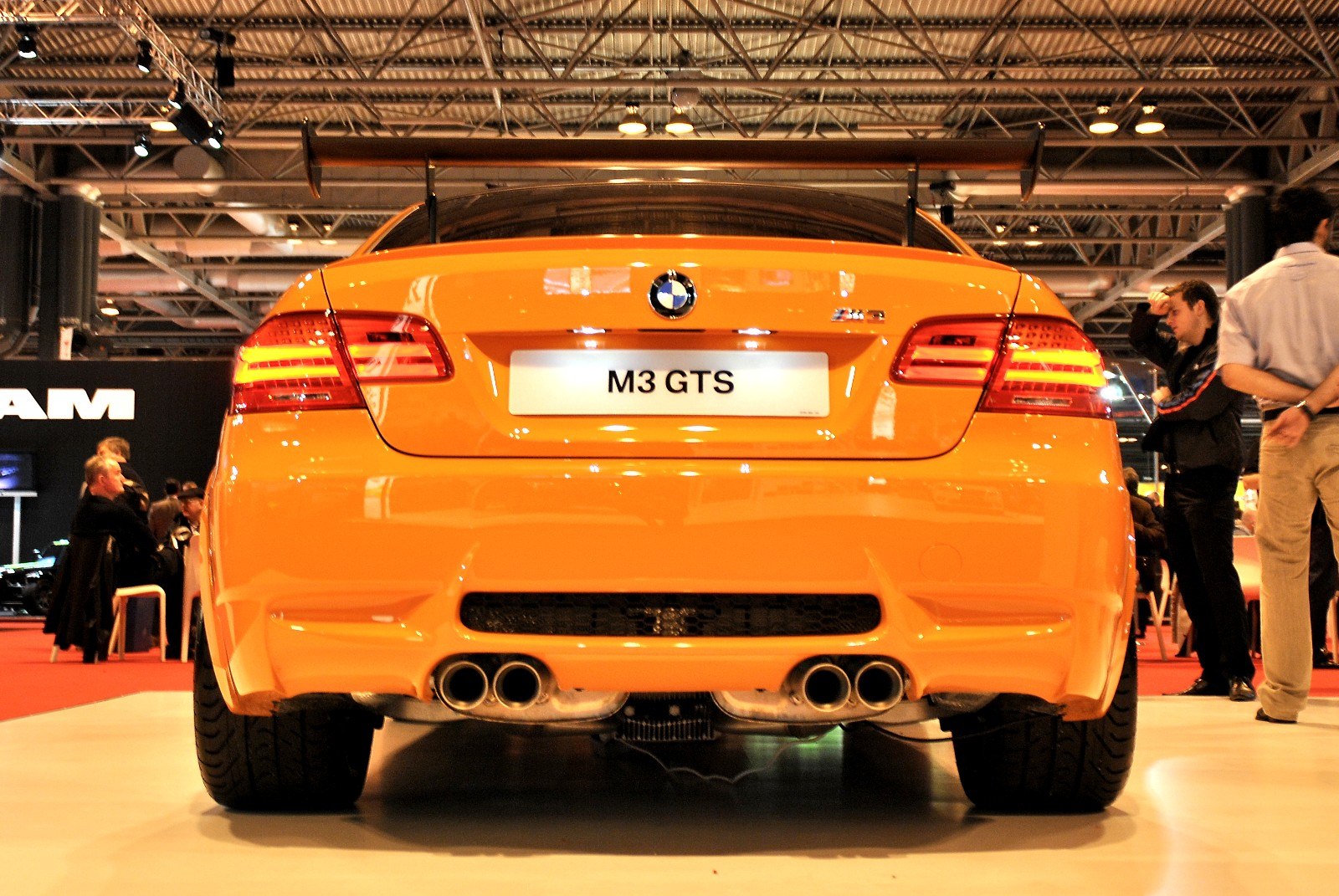
M3 GTS auf der Autosport International Show 2011.

Im November 2009 präsentierte die M GmbH mit dem BMW M3 GTS den direkten Nachfolger des M3 CSL (E46). Das Modell wurde auf 150 Einheiten begrenzt und zu einem Preis von 136.850 € angeboten. Der Leichtbau-M3 wiegt nur noch 1530 Kilogramm (nach DIN, entspricht 1605 kg nach EU-Norm) – was einer Gewichtsersparnis in Höhe von 50 Kilogramm im Vergleich zum Serien-M3 entspricht. Der Hubraum des Motors wurde durch einen größeren Kolbenhub auf 4,4 Liter erhöht, die Leistung stieg auf 331 kW.
Anstelle der Rücksitze findet sich im GTS hinter der B-Säule ein verschraubter Überrollbügel, der sich zum vollwertigen Überrollkäfig ausbauen lässt. Die Karosserie bietet Aufnahmepunkte für den Einbau renntauglicher Vier- oder Sechspunkt-Sicherheitsgurte von Schroth. Zudem ist hinter den Vordersitzen auch noch eine Befestigungsmöglichkeit für einen Feuerlöscher angebracht.
Der BMW M3 GTS wurde in der BMW-Motorsport-Manufaktur individuell nach Kundenbestellung gebaut und vorerst per Einzelabnahme für den Straßenverkehr in Deutschland zugelassen. Die ersten Modelle wurden ab Mai 2010 ausgeliefert.
Als Limousinen-Pendant zum M3 GTS stellte BMW 2011 den M3 CRT vor, der ab 2012 in 67-facher Auflage verkauft wurde. Der Kürzel CRT steht für Carbon Racing Technology und weist auf den Gewichtsverlust von ca. 70 kg gegenüber einer ähnlich ausgestatteten Serien-M3-Limousine hin. Angetrieben wird die Limousine vom Motor des BMW M3 GTS, im Vergleich zu diesem sind im CRT aber kein Überrollkäfig und 4-Punkt-Gurte verbaut. Auffallend sind beim M3 CRT besonders die silbern-matte Lackierung, rote Farbakzente an der Karosserie und im Innenraum, sowie eine Titan-Auspuffanlage.
|                                | M3 GTS                         | M3 CRT                         |
| ------------------------------ | ------------------------------ | ------------------------------ |
| Motorart                       | Ottomotor                      | Ottomotor                      |
| Motorbauart                    | V8-Motor                       | V8-Motor                       |
| Einbaulage                     | Vorn längs                     | Vorn längs                     |
| Ventile/Nockenwellen           | 4 pro Zylinder                 | 4 pro Zylinder                 |
| Nockenwellen                   | 2 obenliegende pro Bank        | 2 obenliegende pro Bank        |
| Hubraum                        | 4361 cm³                       | 4361 cm³                       |
| Bohrung × Hub                  | 92,0 mm × 82,0 mm              | 92,0 mm × 82,0 mm              |
| Verdichtung                    | 12,0 : 1                       | 12,0 : 1                       |
| max. Leistung bei min−1        | 331 kW (450 PS) bei 8300       | 331 kW (450 PS) bei 8300       |
| max. Drehmoment bei min−1      | 440 Nm bei 3750                | 440 Nm bei 3750                |
| Getriebe                       | 7-Gang-Doppelkupplungsgetriebe | 7-Gang-Doppelkupplungsgetriebe |
| Bremsen-⌀ vorn                 | 378 mm                         | 378 mm                         |
| Bremsen-⌀ hinten               | 380 mm                         | 380 mm                         |
| Bremsscheibenausführung rundum | innenbelüftet + gelocht        | innenbelüftet + gelocht        |
| Reifen vorn                    | 255/35 R19                     | 245/35 R19                     |
| Reifen hinten                  | 285/30 R19                     | 265/35 R19                     |
| L/B/H                          | 4645 mm × 1804 mm × 1387 mm    | 4614 mm × 1817 mm × 1416 mm    |
| Radstand                       | 2760 mm                        | 2760 mm                        |
| Beschleunigung 0–100 km/h      | 4,4 s                          | 4,3 s                          |
| Beschleunigung 0–200 km/h      | 14,5 s                         | 14,7 s                         |
| 0–1000 m                       | 22,5 s                         | 22,5 s                         |
| Höchstgeschwindigkeit          | 305 km/h                       | 290 km/h                       |
| Leistungsgewicht               | 4,6 kg/kW (3,4 kg/PS)          | 4,8 kg/kW (3,5 kg/PS)          |
| Leergewicht nach DIN           | 1530 kg                        | 1587 kg                        |
| Zuladung                       | 350 kg                         | 383 kg                         |
| Tankvolumen                    | 63 l                           | 63 l                           |
| ECE-Normverbrauch auf 100 km   | 12,7 l Super Plus              | 14,4 l Super Plus              |
| Grundpreis                     | 136.850 €                      | 130.000 €                      |

### Lime Rock Park Edition (USA)

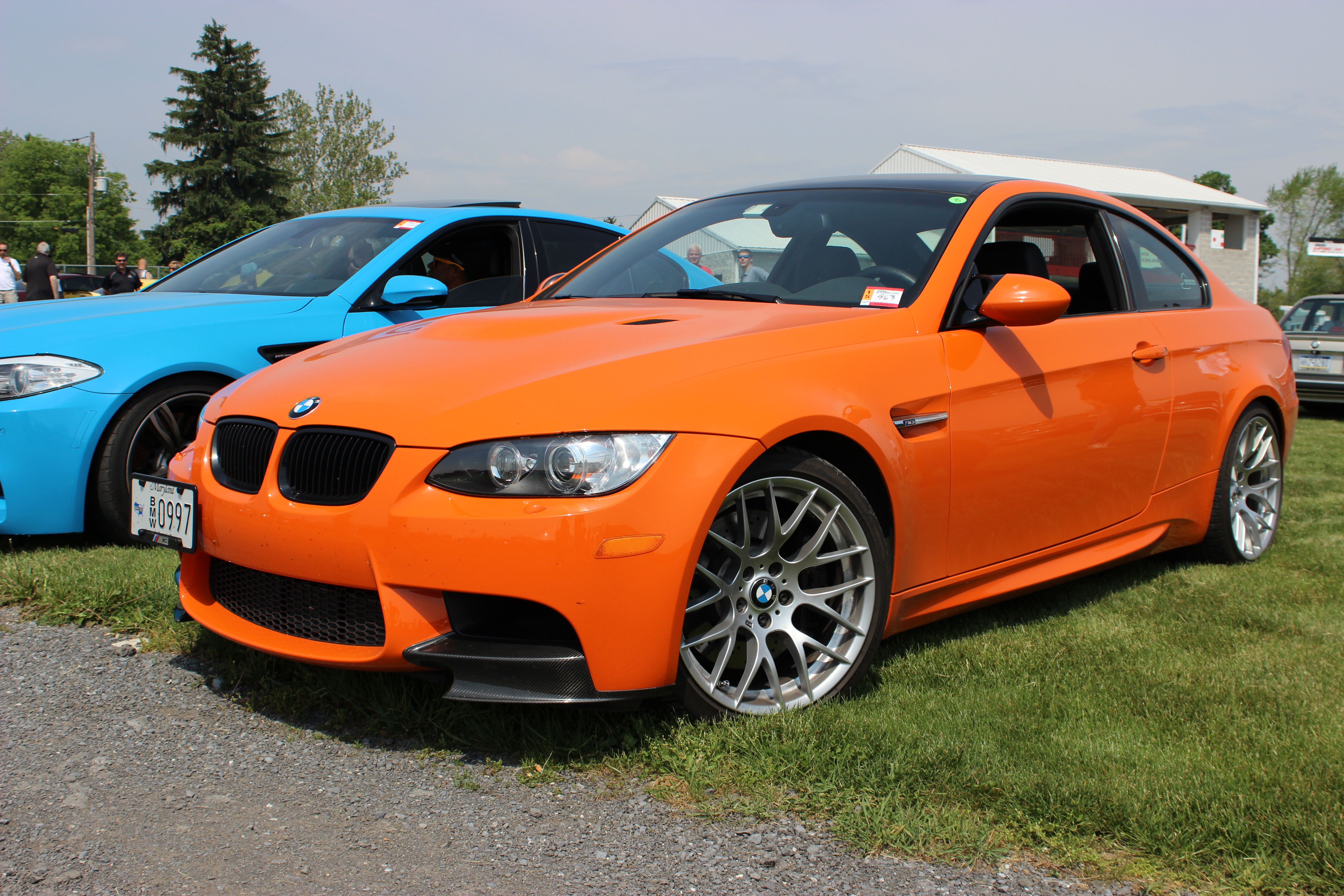
Lime Rock Park Edition

Für die Vereinigten Staaten wurde der M3 als Sondermodell Lime Rock Park Edition für das Modelljahr 2013 produziert, benannt nach der gleichnamigen Rennstrecke in Connecticut. Insgesamt wurden 200 Fahrzeuge verkauft (nur Coupés), alle waren in der Farbe Fire Orange lackiert. Das Modell verfügte standardmäßig über das Competetion-Paket mit Carbon-Dach, Carbon-Anbauteilen an Front und Heck, einer Titan-Auspuffanlage sowie einem Sportlenkrad mit Alcantara-Bezug. Alle Modelle haben eine Plakette im Innenraum mit der Aufschrift „One of 200“.

## Auszeichnungen
- Sieger bei „Die sportlichsten Autos 2008“ der Fachzeitschrift „sport auto“ in der Kategorie Limousinen bis 90.000 Euro (M3 Limousine)[16]
- Sieger bei „Die sportlichsten Autos 2009“ der Fachzeitschrift „sport auto“ in der Kategorie Limousinen bis 80.000 Euro (M3 Limousine)[17]
- Sieger bei „Die sportlichsten Autos 2010“ der Fachzeitschrift „sport auto“ in der Kategorie Limousinen bis 80.000 Euro (M3 Limousine)[18]